# 1998 na música

## Eventos
| Data            | Evento |
| --------------- | --- |
| 12 de janeiro   | The Eagles, Fleetwood Mac, The Mamas & the Papas, Lloyd Price, Santana, e Gene Vincent, são incluídos no Rock and Roll Hall of Fame. |
| 05 de fevereiro | O ex-vocalista do Judas Priest, Rob Halford, revela publicamente sua homossexualidade pela primeira vez em entrevista à MTV. |
| 19 de fevereiro | Danbert Nobacon, da banda Chumbawamba, derrama um balde de gelo sobre o Vice-primeiro-ministro do Reino Unido, John Prescott, no Brit Awards de 1998. |
| 24 de fevereiro | Elton John é nomeado cavaleiro pela Rainha Elizabeth II do Reino Unido, no Palácio de Buckingham, em Londres, Inglaterra. |
| 25 de fevereiro | O 40º Grammy Awards ocorre em Nova Iorque, Estados Unidos. |
| 6 de março      | Liam Gallagher é indiciado por agressão, por supostamente quebrar o nariz de um fã em Brisbane, Austrália, após o fã ter tirado fotos do cantor. |
| 12 de março     | Liam Gallagher é banido da Cathay Pacific, com sede em Hong Kong, depois de supostamente abusar de passageiros e tripulantes em um voo entre o Reino Unido e a Austrália. |
| 13 de março     | Smashing Pumpkins entra com um processo de US$ 1 milhão contra a Sound And Media Ltd, com sede no Reino Unido, alegando que a empresa lançou um livro e um CD sobre a banda sem permissão. |
| 20 de março     | Oasis inicia sua primeira turnê no Brasil, no Metropolitan, no Rio de Janeiro. |
| 03 de abril     | Dave Navarro é demitido do Red Hot Chili Peppers. |
| 06 de abril     | Organizadores anunciam que o Lollapalooza não será realizado em 1998 devido à incapacidade de contratar um grande artista como atração principal. |
| 07 de abril     | George Michael é preso em um banheiro público em Beverly Hills, Califórnia, EUA, por conduta obscena. |
| 14 de abril     | O primeiro concerto VH1 Divas Live é transmitido pela VH1. |
| 29 de abril     | Steven Tyler quebra o joelho em um show em Anchorage, Alasca, EUA, atrasando a turnê Nine Lives do Aerosmith. |
| 08 de maio      | Um tribunal britânico decide a favor dos Beatles e da viúva de John Lennon, Yoko Ono, impedindo o lançamento de outra gravação do Live at the Star Club. Todas as cópias da gravação e a fita original são concedidas aos Beatles, bem como danos e custas judiciais.                                                                                     |
| 09 de maio      | O 43º Eurovision Song Contest é realizado em Birmingham, Inglaterra. |
| 31 de maio      | Geri Halliwell se exila enquanto seu representante, Julian Torton, confirma que ela deixou as Spice Girls permanentemente. |
| 01 junho        | Scott Weiland, vocalista do Stone Temple Pilots, é preso em Nova Iorque, EUA, após comprar heroína. |
| 03 julho        | A boy band irlandesa Westlife é formalmente criada e assina com a gravadora BMG. |
| 01 de agosto    | O canal norte americano de música VH1 Smooth é lançado. |
| 18 de agosto    | O terceiro álbum de estúdio de Korn, Follow the Leader, estreia na Billboard 200 em primeiro lugar. |
| 24 de agosto    | O vídeo de "Do the Evolution", de Pearl Jam estreia no programa 120 Minutes da MTV. |
| 29 de agosto    | Bee Gees estreia sua turnê One Night Only em Dublin, Irlanda. |
| 14 de setembro  | O programa Total Request Live estreia na MTV. |
| 16 de setembro  | Lou Reed se apresenta para o presidente da República Tcheca, Václav Havel, na Casa Branca, em Washington, D.C., EUA. |
| 05 de outubro   | O canal de música MuchMoreMusic é lançado no Canadá. |
| 08 de outubro   | A Associação da Indústria Fonográfica da América entra com um processo contra a Diamond Multimedia na tentativa de impedir o lançamento do Rio PMP300, argumentando que o reprodutor de áudio digital de MP3 é um dispositivo de pirataria de música. O pedido é negado em 26 de outubro, e o PMP300 torna-se o primeiro MP3 player de sucesso comercial. |
| 27 de outubro   | A Lei de Extensão do Termo de Direitos Autorais é assinada, dando à indústria do entretenimento estadunidense mais 20 anos de direitos exclusivos para todas as obras criadas desde 1923. |

## Lançamentos

### Álbuns de estúdio
| Data            | Título                                                 | Artista(s)                      |
| --------------- | ------------------------------------------------------ | ------------------------------- |
| 20 de janeiro   | My Secret Passion: The Arias                           | Michael Bolton                  |
| 03 de fevereiro | Yield                                                  | Pearl Jam                       |
| 10 de fevereiro | Vuelve                                                 | Ricky Martin                    |
| 17 de fevereiro | Destiny's Child                                        | Destiny's Child                 |
| 24 de fevereiro | Train                                                  | Train                           |
| 25 de fevereiro | Bustin' + Dronin'                                      | Blur                            |
| 03 de março     | Ray of Light                                           | Madonna                         |
| 10 de março     | Pilgrim                                                | Eric Clapton                    |
| 13 de março     | A.K.A. I-D-I-O-T                                       | The Hives                       |
| 16 de março     | Big Calm                                               | Morcheeba                       |
| 16 de março     | Néapolis                                               | Simple Minds                    |
| 17 de março     | Van Halen III                                          | Van Halen                       |
| 22 de março     | Virtual XI                                             | Iron Maiden                     |
| 23 de março     | A Rose Is Still a Rose                                 | Aretha Franklin                 |
| 24 de março     | *NSYNC                                                 | NSYNC                           |
| 30 de março     | This Is Hardcore                                       | Pulp                            |
| 31 de março     | Night Versions: The Essential Duran Duran              | Duran Duran                     |
| 21 de abril     | Faith                                                  | Faith Hill                      |
| 21 de abril     | He Got Game                                            | Public Enemy                    |
| 21 de abril     | Mýa                                                    | Mýa                             |
| 21 de abril     | Perfect Night: Live in London                          | Lou Reed                        |
| 21 de abril     | Walking Into Clarksdale                                | Jimmy Page e Robert Plant       |
| 24 de abril     | Better Than Raw                                        | Helloween                       |
| 27 de abril     | Mezzanine                                              | Massive Attack                  |
| 29 de abril     | Before These Crowded Streets                           | Dave Matthews Band              |
| 04 de maio      | Sittin' on Top of the World                            | LeAnn Rimes                     |
| 05 de maio      | Leave a Mark                                           | John Michael Montgomery         |
| 05 de maio      | No Substance                                           | Bad Religion                    |
| 12 de maio      | 5                                                      | Lenny Kravitz                   |
| 12 de maio      | Candy from a Stranger                                  | Soul Asylum                     |
| 12 de maio      | It's Dark and Hell Is Hot                              | DMX                             |
| 12 de maio      | A Thousand Leaves                                      | Sonic Youth                     |
| 12 de maio      | Version 2.0                                            | Garbage                         |
| 14 de maio      | Mina Celentano                                         | Mina e Adriano Celentano        |
| 19 de maio      | Into the Sun                                           | Sean Lennon                     |
| 19 de maio      | Smokefest Underground                                  | Snoop Dogg                      |
| 25 de maio      | Where We Belong                                        | Boyzone                         |
| 02 de junho     | Abandon                                                | Deep Purple                     |
| 02 de junho     | Adore                                                  | The Smashing Pumpkins           |
| 02 de junho     | gloria!                                                | Gloria Estefan                  |
| 09 de junho     | DLR Band                                               | David Lee Roth                  |
| 09 de junho     | Never Say Never                                        | Brandy                          |
| 15 de junho     | Flowers                                                | Ace of Base                     |
| 16 de junho     | Aaron Carter                                           | Aaron Carter                    |
| 16 de junho     | Vertical Man                                           | Ringo Starr                     |
| 22 de junho     | 5ive                                                   | Five                            |
| 23 de junho     | Time                                                   | Lionel Richie                   |
| 30 de junho     | Behind the Front                                       | Black Eyed Peas                 |
| 30 de junho     | Life Won't Wait                                        | Rancid                          |
| 30 de junho     | System of a Down                                       | System of a Down                |
| 14 de julho     | The Boy Is Mine                                        | Monica                          |
| 14 de julho     | The Chemical Wedding                                   | Bruce Dickinson                 |
| 14 de julho     | Hello Nasty                                            | Beastie Boys                    |
| 14 de julho     | 5ive                                                   | Five                            |
| 21 de julho     | Come 2 My House                                        | Chaka Khan                      |
| 21 de julho     | Life in 1472                                           | Jermaine Dupri                  |
| 21 de julho     | Desireless                                             | Eagle-Eye Cherry                |
| 03 de agosto    | Vertical Man                                           | Ringo Starr                     |
| 11 de agosto    | Jennifer Paige                                         | Jennifer Paige                  |
| 18 de agosto    | Follow the Leader                                      | Korn                            |
| 18 de agosto    | Devil Without a Cause                                  | Kid Rock                        |
| 18 de agosto    | Phoenix Rising                                         | The Temptations                 |
| 18 de agosto    | Postcards from Heaven                                  | Lighthouse Family               |
| 25 de agosto    | The Miseducation Of Lauryn Hill                        | Lauryn Hill                     |
| 25 de agosto    | Hellbilly Deluxe                                       | Rob Zombie                      |
| 31 de agosto    | Don Cartagena                                          | Fat Joe                         |
| 31 de agosto    | Songs for Polarbears                                   | Snow Patrol                     |
| 31 de agosto    | Teatro                                                 | Willie Nelson                   |
| 07 de setembro  | S'il Suffisait D'aimer                                 | Céline Dion                     |
| 08 de setembro  | Celebrity Skin                                         | Hole                            |
| 14 de setembro  | Step One                                               | Steps                           |
| 15 de setembro  | Bathhouse Betty                                        | Bette Midler                    |
| 15 de setembro  | Mechanical Animals                                     | Marilyn Manson                  |
| 22 de setembro  | Cosas del Amor                                         | Enrique Iglesias                |
| 22 de setembro  | Dizzy Up The Girl                                      | Goo Goo Dolls                   |
| 22 de setembro  | Psycho Circus                                          | Kiss                            |
| 22 de setembro  | Speak of the Devil                                     | Chris Isaak                     |
| 22 de setembro  | Ultimate Christmas                                     | The Beach Boys                  |
| 29 de setembro  | Aquemini                                               | OutKast                         |
| 29 de setembro  | ¿Dónde Están los Ladrones?                             | Shakira                         |
| 29 de setembro  | The Globe Sessions                                     | Sheryl Crow                     |
| 29 de setembro  | Painted from Memory                                    | Elvis Costello e Burt Bacharach |
| 29 de setembro  | Tony Bennett: The Playground                           | Tony Bennett                    |
| 29 de setembro  | Vol. 2... Hard Knock Life                              | Jay-Z                           |
| 01 de outubro   | Gran Turismo                                           | The Cardigans                   |
| 06 de outubro   | Against                                                | Sepultura                       |
| 06 de outubro   | Clandestino                                            | Manu Chao                       |
| 06 de outubro   | IV                                                     | Cypress Hill                    |
| 06 de outubro   | Queens of the Stone Age                                | Queens of the Stone Age         |
| 12 de outubro   | B*Witched                                              | B*Witched                       |
| 12 de outubro   | Songs for Polarbears                                   | Snow Patrol                     |
| 12 de outubro   | Without You I'm Nothing                                | Placebo                         |
| 13 de outubro   | S'il Suffisait D'aimer (If Only Love Could Be Enough)  | Céline Dion                     |
| 20 de outubro   | 98° and Rising                                         | 98°                             |
| 20 de outubro   | Hard to Swallow                                        | Vanilla Ice                     |
| 20 de outubro   | Maybe You've Been Brainwashed Too                      | New Radicals                    |
| 20 de outubro   | You've Come a Long Way, Baby                           | Fatboy Slim                     |
| 22 de outubro   | Believe                                                | Cher                            |
| 26 de outubro   | I've Been Expecting You                                | Robbie Williams                 |
| 26 de outubro   | Up                                                     | R.E.M.                          |
| 27 de outubro   | Keep the Faith                                         | Faith Evans                     |
| 27 de outubro   | Merry Christmas...Have a Nice Life                     | Cyndi Lauper                    |
| 03 de novembro  | Mutations                                              | Beck                            |
| 03 de novembro  | Supposed Former Infatuation Junkie                     | Alanis Morissette               |
| 09 de novembro  | Eden                                                   | Sarah Brightman                 |
| 09 de novembro  | Voice of an Angel                                      | Charlotte Church                |
| 10 de novembro  | Home for Christmas                                     | 'N Sync                         |
| 10 de novembro  | Believe                                                | Cher                            |
| 16 de novembro  | Human Being                                            | Seal                            |
| 17 de novembro  | Americana                                              | The Offspring                   |
| 17 de novembro  | Spirit                                                 | Jewel                           |
| 17 de novembro  | War & Peace Vol. 1 (The War Disc)                      | Ice Cube                        |
| 24 de novembro  | Tim's Bio: Life from da Bassment                       | Timbaland                       |
| 15 de dezembro  | E.L.E. (Extinction Level Event): The Final World Front | Busta Rhymes                    |
| 22 de dezembro  | Flesh of My Flesh, Blood of My Blood                   | DMX                             |

### Álbuns de compilação
| Data            | Título                                         | Artista(s)                       |
| --------------- | ---------------------------------------------- | -------------------------------- |
| 25 de fevereiro | Bustin' + Dronin'                              | Blur                             |
| 31 de março     | Night Versions: The Essential Duran Duran      | Duran Duran                      |
| 12 de maio      | 3 Car Garage                                   | Hanson                           |
| 19 de maio      | Greatest Hits                                  | DJ Jazzy Jeff & the Fresh Prince |
| 26 de maio      | Time Capsule: Songs for a Future Generation    | The B-52's                       |
| 02 de junho     | BBC Sessions                                   | The Jimi Hendrix Experience      |
| 08 de julho     | Impossible Remixes                             | Kylie Minogue                    |
| 03 de agosto    | Mixes                                          | Kylie Minogue                    |
| 11 de agosto    | Endless Harmony Soundtrack                     | The Beach Boys                   |
| 24 de agosto    | Greatest Hits Volume II                        | Nazareth                         |
| 25 de agosto    | Use Your Illusion                              | Guns N' Roses                    |
| 14 de setembro  | Mystery Disc                                   | Frank Zappa                      |
| 22 de setembro  | Brothers Gonna Work It Out                     | The Chemical Brothers            |
| 28 de setembro  | The Singles (86-98)                            | Depeche Mode                     |
| 06 de outubro   | ...Hits                                        | Phil Collins                     |
| 03 de novembro  | 30: Very Best of Deep Purple                   | Deep Purple                      |
| 03 de novembro  | Greatest                                       | Duran Duran                      |
| 03 de novembro  | The Masterplan                                 | Oasis                            |
| 09 de novembro  | Ladies & Gentlemen: The Best of George Michael | George Michael                   |
| 10 de novembro  | The Best of 1980–1990                          | U2                               |
| 14 de novembro  | Greatest Hits                                  | Mötley Crüe                      |
| 16 de novembro  | The Winter Album                               | 'N Sync                          |
| 17 de novembro  | #1's                                           | Mariah Carey                     |
| 24 de novembro  | Greatest Hits                                  | 2Pac                             |
| 24 de novembro  | The Very Best of Meat Loaf                     | Meat Loaf                        |
| 24 de novembro  | Who Cares a Lot?                               | Faith No More                    |
| 29 de dezembro  | The Remix Album                                | All Saints                       |

### Álbuns ao vivo
| Data            | Título                                                                          | Artista(s)               |
| --------------- | ------------------------------------------------------------------------------- | ------------------------ |
| 25 de fevereiro | Bustin' + Dronin'                                                               | Blur                     |
| 21 de abril     | Perfect Night: Live in London                                                   | Lou Reed                 |
| 23 de junho     | Stand by Your Van                                                               | Sublime                  |
| 30 de junho     | Live & Rare                                                                     | Rage Against the Machine |
| 25 de agosto    | Brazil                                                                          | Men at Work              |
| 29 de setembro  | '98 Live Meltdown                                                               | Judas Priest             |
| 13 de outubro   | The Bootleg Series Vol. 4: Bob Dylan Live 1966, The "Royal Albert Hall" Concert | Bob Dylan                |
| 19 de outubro   | Hope Is Important                                                               | Ringo Starr              |
| 20 de outubro   | A Little South of Sanity                                                        | Aerosmith                |
| 20 de outubro   | Reunion                                                                         | Black Sabbath            |
| 02 de novembro  | No Security                                                                     | The Rolling Stones       |
| 03 de novembro  | Live from Albertane                                                             | Hanson                   |
| 17 de novembro  | Double Live                                                                     | Garth Brooks             |
| 24 de novembro  | Live on Two Legs                                                                | Pearl Jam                |
| 30 de novembro  | Intimate and Live                                                               | Kylie Minogue            |

### EPs
| Data           | Título                         | Artista(s)  |
| -------------- | ------------------------------ | ----------- |
| 11 de maio     | Muse                           | Muse        |
| 25 de maio     | Safety                         | Coldplay    |
| 14 de julho    | Silver Session for Jason Knuth | Sonic Youth |
| 29 de dezembro | Evanescence                    | Evanescence |

### Box sets
| Data           | Título                  | Artista(s)        |
| -------------- | ----------------------- | ----------------- |
| 29 de janeiro  | Crystal Ball            | Prince            |
| 22 de junho    | Genesis Archive 1967-75 | Genesis           |
| 02 de novembro | John Lennon Anthology   | John Lennon       |
| 10 de novembro | Tracks                  | Bruce Springsteen |

### Trilhas sonoras
| Data            | Título                                                                 | Artista(s)      |
| --------------- | ---------------------------------------------------------------------- | --------------- |
| 06 de janeiro   | Great Expectations                                                     | Vários artistas |
| 03 de fevereiro | Blues Brothers 2000                                                    | Vários artistas |
| 24 de fevereiro | The Big Lebowski                                                       | Vários artistas |
| 21 de abril     | He Got Game                                                            | Public Enemy    |
| 19 de maio      | Godzilla                                                               | Vários artistas |
| 02 de junho     | The X-Files: The Album                                                 | Vários artistas |
| 16 de junho     | Dr. Dolittle: The Album                                                | Vários artistas |
| 11 de agosto    | How Stella Got Her Groove Back Soundtrack                              | Vários artistas |
| 25 de agosto    | Back to Titanic                                                        | James Horner    |
| 15 de setembro  | Rush Hour Soundtrack                                                   | Vários artistas |
| 17 de novembro  | The Prince of Egypt: Music from the Original Motion Picture Soundtrack | Vários artistas |
| 24 de novembro  | Chef Aid: The South Park Album                                         | Vários artistas |
| 18 de dezembro  | The Legend of Zelda The Ocarina of Time Original Soundtrack            | Koji Kondo      |

### Álbuns de vídeo
| Data            | Título                                                 | Artista(s)                                                          |
| --------------- | ------------------------------------------------------ | ------------------------------------------------------------------- |
| 10 de fevereiro | Dead to the World                                      | Marilyn Manson                                                      |
| 1 de março      | Close to You: Remembering The Carpenters               | The Carpenters                                                      |
| 4 de maio       | 7 Television Commercials                               | Radiohead                                                           |
| 26 de maio      | Time Capsule: Videos for a Future Generation 1979–1998 | The B-52's                                                          |
| 14 de julho     | Sarah Brightman: In Concert                            | Sarah Brightman                                                     |
| 28 de agosto    | "The Corrs: Live at the Royal Albert Hall              | The Corrs                                                           |
| 28 de setembro  | The Videos 86–98                                       | Depeche Mode                                                        |
| 7 de setembro   | One Night Only                                         | Bee Gees                                                            |
| 7 de outubro    | Live at the Beacon Theatre                             | James Taylor                                                        |
| 27 de outubro   | Welcome to the Videos                                  | Guns N' Roses                                                       |
| 2 de novembro   | Live in Memphis                                        | Céline Dion                                                         |
| 16 de novembro  | Live at Shepherds Bush Empire                          | Björk                                                               |
| 17 de novembro  | A Night Out with the Backstreet Boys                   | Backstreet Boys                                                     |
| 22 de novembro  | PopMart: Live from Mexico City                         | U2                                                                  |
| 24 de novembro  | A Gala Christmas in Vienna                             | Plácido Domingo, Sarah Brightman, Helmut Lotti e Riccardo Cocciante |
| 24 de novembro  | Live at Wembley Stadium                                | Spice Girls                                                         |
| 30 de novembro  | Intimate and Live                                      | Kylie Minogue                                                       |
| 8 de dezembro   | Cunning Stunts                                         | Metallica                                                           |
| 8 de dezembro   | Americana                                              | The Offspring                                                       |

### Singles
| Data            | Título                                   | Artista(s)                                       |
| --------------- | ---------------------------------------- | ------------------------------------------------ |
| 07 de janeiro   | "The Way"                                | Fastball                                         |
| 12 de janeiro   | "All Around the World"                   | Oasis                                            |
| 13 de janeiro   | "All I Have to Give"                     | Backstreet Boys                                  |
| 23 de janeiro   | "Frozen"                                 | Madonna                                          |
| 26 de janeiro   | "Gettin' Jiggy wit It"                   | Will Smith                                       |
| 27 de janeiro   | "You're Still the One"                   | Shania Twain                                     |
| 23 de fevereiro | "The Unforgiven II"                      | Metallica                                        |
| 02 de março     | "When the Lights Go Out"                 | Five                                             |
| 09 de março     | "La Copa De La Vida"                     | Ricky Martin                                     |
| 09 de março     | "Stop"                                   | Spice Girl                                       |
| 17 de março     | "All My Life"                            | K-Ci & JoJo                                      |
| 01 de abril     | "Iris"                                   | Goo Goo Dolls                                    |
| 06 de abril     | "Life is a Flower"                       | Ace of Base                                      |
| 20 de abril     | "Push It"                                | Garbage                                          |
| 21 de abril     | "My All"                                 | Mariah Carey                                     |
| 27 de abril     | "Ray of Light"                           | Madonna                                          |
| 27 de abril     | "Under the Bridge"                       | All Saints                                       |
| 04 de maio      | "From This Moment On"                    | Shania Twain                                     |
| 05 de maio      | "The Boy Is Mine"                        | Brandy e Monica                                  |
| 18 de maio      | "Ava Adore"                              | Smashing Pumpkins                                |
| 25 de maio      | "C'est La Vie"                           | B*Witched                                        |
| 02 de junho     | "Life"                                   | Des'ree                                          |
| 02 de junho     | Intergalactic                            | Beastie Boys                                     |
| 05 de junho     | "Immortality"                            | Céline Dion com part. de Bee Gees                |
| 06 de junho     | "Ghetto Supastar (That is What You Are)" | Pras Michel com part. de Ol' Dirty Bastard e Mýa |
| 08 de junho     | "The Rockafeller Skank"                  | Fatboy Slim                                      |
| 16 de junho     | "Crush"                                  | Jennifer Paige                                   |
| 16 de junho     | "Cruel Summer"                           | Ace of Base                                      |
| 10 de julho     | "Viva Forever"                           | Spice Girls                                      |
| 13 de julho     | "Deeper Underground"                     | Jamiroquai                                       |
| 20 de julho     | "Music Sounds Better With You"           | Stardust                                         |
| 20 de julho     | "Just the Two of Us"                     | Will Smith                                       |
| 03 de agosto    | "No Matter What"                         | Boyzone                                          |
| 10 de agosto    | "Doo Wop (That Thing)"                   | Lauryn Hill                                      |
| 18 de agosto    | "I Don't Want to Miss a Thing"           | Aerosmith                                        |
| 31 de agosto    | "My Favourite Mistake"                   | Sheryl Crow                                      |
| 31 de agosto    | "Celebrity Skin"                         | Hole                                             |
| 07 de setembro  | "Millennium"                             | Robbie Williams                                  |
| 14 de setembro  | "My Favourite Game"                      | The Cardigans                                    |
| 15 de setembro  | "Nobody's Supposed to Be Here"           | Deborah Cox                                      |
| 17 de setembro  | "Big Big World"                          | Emilia                                           |
| 22 de setembro  | "The Power of Good-Bye"                  | Madonna                                          |
| 28 de setembro  | "...Baby One More Time"                  | Britney Spears                                   |
| 07 de outubro   | "Hands"                                  | Jewel                                            |
| 12 de outubro   | "Thank U"                                | Alanis Morissette                                |
| 13 de outubro   | "I'm Your Angel"                         | Céline Dion e R. Kelly                           |
| 19 de outubro   | "Believe"                                | Cher                                             |
| 19 de outubro   | "Sweetest Thing"                         | U2                                               |
| 19 de outubro   | "Outside"                                | George Michael                                   |
| 26 de outubro   | "9pm (Till I Come)"                      | ATB                                              |
| 02 de novembro  | "When You Believe"                       | Mariah Carey & Whitney Houston                   |
| 09 de novembro  | "Tragedy"                                | Steps                                            |
| 24 de novembro  | "Goodbye"                                | Spice Girls                                      |
| 30 de novembro  | "When You're Gone"                       | Bryan Adams com part. de Melanie C               |

## Paradas musicais

### Álbuns mais bem sucedidos
| #  | Título                                 | Artista(s)        |
| -- | -------------------------------------- | ----------------- |
| 01 | Come on Over                           | Shania Twain      |
| 02 | Titanic: Music from the Motion Picture | James Horner      |
| 03 | Ray of Light                           | Madonna           |
| 04 | The Miseducation of Lauryn Hill        | Lauryn Hill       |
| 05 | #1's                                   | Mariah Carey      |
| 06 | Supposed Former Infatuation Junkie     | Alanis Morissette |
| 07 | The Best of 1980–1990                  | U2                |
| 08 | Hello Nasty                            | Beastie Boys      |
| 09 | ...Hits                                | Phil Collins      |
| 10 | Mezzanine                              | Massive Attack    |

### Singlesmais bem sucedidos
| #  | Título                         | Artista(s)        |
| -- | ------------------------------ | ----------------- |
| 01 | "My Heart Will Go On"          | Céline Dion       |
| 02 | "Believe"                      | Cher              |
| 03 | "I Don't Want to Miss a Thing" | Aerosmith         |
| 04 | "The Boy Is Mine"              | Brandy e Monica   |
| 05 | "Truly Madly Deeply"           | Savage Garden     |
| 06 | "Frozen"                       | Madonna           |
| 07 | "Torn"                         | Natalie Imbruglia |
| 08 | "Iris"                         | Goo Goo Dolls     |
| 09 | "Together Again"               | Janet Jackson     |
| 10 | "Never Ever"                   | All Saints        |

## Premiações
| Data            | Cerimônia                        | Local                       |
| --------------- | -------------------------------- | --------------------------- |
| 09 de fevereiro | Brit Awards                      | Londres, Inglaterra         |
| 25 de fevereiro | Grammy Awards                    | Nova Iorque, Estados Unidos |
| 27 de fevereiro | Soul Train Music Awards          | Los Angeles, Estados Unidos |
| 22 de março     | Juno Awards                      | Vancouver, Canadá           |
| 09 de maio      | Eurovision Song Contest          | Birmingham, Inglaterra      |
| 23 de setembro  | Country Music Association Awards | Nashville, Estados Unidos   |
| 20 de outubro   | ARIA Music Awards                | Sydney, Austrália           |
| 12 de novembro  | MTV Europe Music Awards          | Milão, Itália               |
| 07 de dezembro  | Billboard Music Awards           | Las Vegas, Estados Unidos   |
| 31 de dezembro  | Japan Record Awards              | Tóquio, Japão               |

## Mortes
| Data           | Nome                  | Idade | Descrição                                                                                 |
| -------------- | --------------------- | ----- | ----------------------------------------------------------------------------------------- |
| 5 de janeiro   | Sonny Bono            | 63    | Cantor e compositor                                                                       |
| 6 de fevereiro | Falco                 | 40    | Cantor austríaco                                                                          |
| 6 de fevereiro | Carl Wilson           | 51    | Cantor estadunidense, membro do The Beach Boys                                            |
| 15 de março    | Tim Maia              | 55    | Cantor e compositor brasileiro                                                            |
| 6 de abril     | Wendy O. Williams     | 48    | Cantora estadunidense, vocalista da banda Plasmatics                                      |
| 17 de abril    | Linda McCartney       | 56    | Tecladista e fotógrafa estadunidense, integrante da banda Wings, esposa de Paul McCartney |
| 18 de abril    | Nelson Gonçalves      | 78    | Cantor brasileiro                                                                         |
| 2 de maio      | Hideto Matsumoto      | 33    | Músico japonês, guitarrista da banda X JAPAN                                              |
| 14 de maio     | Frank Sinatra         | 82    | Cantor e ator estadunidense                                                               |
| 23 de junho    | Leandro               | 36    | Cantor e compositor brasileiro, membro dupla sertaneja Leandro & Leonardo                 |
| 6 de julho     | Roy Rogers            | 86    | Ator e cantor estadunidense                                                               |
| 12 de agosto   | Barrerito             | 55    | Cantor brasileiro                                                                         |
| 2 de novembro  | Jovelina Pérola Negra | 54    | Sambista brasileira                                                                       |

## Obras e shows

### Álbuns
- Em 17 de Janeiro, o conjunto Voz da Verdade faz o show de lançamento de seu vigésimo disco, intitulado Coração Valente.
- Em 31 de Janeiro, o ministério de louvor da Igreja Batista da Lagoinha grava seu primeiro disco, intitulado Diante do Trono. Sendo assim,  o primeiro disco da banda Diante do Trono
- Em 3 de Novembro é lançado pela cantora e compositora Alanis Morissette o seu segundo álbum intitulado de Supposed Former Infatuation Junkie.
- Em 22 de Setembro é lançado o aclamado e bem sucedido segundo álbum de estúdio da cantora colombiana, Shakira, intitulado Dónde están los ladrones?.
- Lançamento do primeiro álbum da banda estadunidense de metal System of a Down.
- 12 de julho a banda alemã Megaherz lança seu segundo álbum de estúdio, Kopfschuss.
- A banda americana de stoner rock Queens of the Stone Age lança seu primeiro disco auto-intitulado.
- O cantor Milton Nascimento lança em CD um registro ao vivo da turnê Tambores de Minas com boa parte do show na íntegra. No mesmo ano, ele vence o Grammy de Melhor Álbum de World Music por Nascimento.
- O grupo americano de rap Cypress Hill lança seu quarto disco de estúdio, intitulado Cypress Hill IV.
- O cantor americano Mark Lanegan, ex-membro da banda grunge Screaming Trees lança seu terceiro disco solo, intitulado Scraps At The Midnight.
- Rob Zombie inicia sua carreira solo com o lançamento do disco Hellbilly Deluxe.
- É editado o segundo álbum do conjunto gaúcho de pop rock Papas da Língua, Xa-La-Lá, vendendo 50 mil cópias[1] e emplacando sucessos como "Garotas do Brasil", "Viajar", "Blusinha Branca" e "Tentação".
- Max Cavalera inicia sua nova banda após a saída do Sepultura, o Soulfly, lançando seu primeiro disco auto-intitulado.
- A dupla gaúcha Osvaldir & Carlos Magrão lança seu sexto álbum, um pouco mais voltado ao estilo sertanejo.
- 15 de março, o grupo britânico Bee Gees lança seu segundo álbum ao vivo da carreira do grupo, (o último álbum ao vivo com Maurice Gibb) intitulado One Night Only que viria ser número 1 em quase todo mundo, gravado no MGM Grand Las Vegas em 1997, nos EUA que teve a participação de cantores como Frankie Valli cantando "Grease", Andy Gibb cantando "(Our Love) Don't Throw It All Away" e Celine Dion cantando "Immortality".
- 2 de Junho A banda The Smashing Pumpkins lança o seu quarto álbum Adore.
- 18 de Agosto A banda de nu metal Korn lança o seu terçeiro álbum de estúdio Follow the Leader,
- 22 de setembro a banda de rock n' roll Kiss lança o álbum Psycho Circus, o primeiro álbum com a formação original desde Unmasked.
- A banda Oficina G3 lança seu primeiro DVD acústico e com a estreia de PG nos vocais.
- A cantora Aline Barros lança um dos mais vendidos álbuns de toda a sua carreira Voz do Coração
- Madonna, lança Ray of Light, álbum que marca sua volta triunfal ao mundo da música, surpreendendo o público e a crítica que anos atrás afirmou que sua carreira teria acabado.
- A dupla Sandy & Junior lançam o oitavo álbum, Era uma Vez (ao vivo). Este é o primeiro álbum da dupla a vender mais de 1 milhão de cópias, e ganhar certificação de diamante.
- Lançamento do álbum Virtual XI do Iron Maiden.
- Em dezembro de 1998, a cantora Aline Barros lança um EP comemorativo, Canções de Natal.
- O grupo Exaltasamba lança seu quinto disco, Cartão Postal. Um dos mais vendidos do grupo na época.
- A cantora Léa Mendonça lança seu segundo álbum Felicidade.
- A dupla sertaneja Chitãozinho & Xororó lança Na Aba do Meu Chapéu, um álbum carregado de influências da música country americana com boa parte do material gravado em Nashville.
- A italiana Laura Pausini lança seu quarto álbum de estúdio intitulado La mia risposta.
- A banda estadunidense de heavy metal Marilyn Manson lança seu terceiro álbum de estúdio intitulado Mechanical Animals.
- A cantora Cassiane lança uns dos seus melhores trabalhos, Para Sempre.
- Em 27 de outubro, a banda The Afghan Whigs lança seu sexto e último álbum de estúdio, 1965.
- Em 14 de maio, os cantores italianos Mina e Adriano Celentano lançam o projeto em duo Mina Celentano, disco considerado o segundo mais vendido na história da Itália e de sucesso absoluto à época de seu lançamento.

### Singles
- Aaliyah lança "Are You That Somebody?" como single da trilha sonora de Dr. Dolittle. Foi das canções mais tocadas do ano nas rádios estadunidenses, e seu clipe foi um dos mais reproduzidos do ano na MTV, além de dar à cantora sua primeira indicação ao Grammy.
- Brandy e Monica lançam "The Boy Is Mine", a canção mais vendida do ano nos Estados Unidos. O dueto ficou no topo da Billboard Hot 100 durante 13 semanas consecutivas e tornou-se uma das maiores colaborações femininas da história.
- Britney Spears, lança seu primeiro single "...Baby One More Time", que é o mais famoso com cerca de 18 milhões de cópias vendidas.
- Christina Aguilera lança seu primeiro single "Reflection", que fez parte da trilha sonora do filme da Disney Mulan.
- A cantora americana Cher lança a música "Believe", o Hit Dance mais famoso da história, emplacando o primeiro lugar nas paradas de sucesso em 28 países, inclusive Brasil e Portugal.
- O grupo Fat Family lança seu primeiro CD, autointitulado, e vende 1,8 milhões de cópias. Os sucessos do CD foram "Jeito Sexy", "Gulosa" e "Onde Foi Que Eu Errei?"

### Shows
- No dia 20 de Março o grupo inglês Oasis inicia a sua primeira turnê no Brasil no Metropolitan, no Rio de Janeiro. Meses depois, a banda lança o disco The Masterplan.
- O Black Sabbath anuncia uma turnê de reunião com a formação original e o lançamento do álbum ao vivo Reunion.

## Artistas e grupos
- Cedric Gervais inicia sua carreira profissional como DJ e produtor de música eletrônica.
- Fat Family lança seu primeiro álbum.
- Ano da formação da banda cristã Diante do Trono.
- formação do projeto musical Gorillaz, a partir da idealização do vocalista de Blur, Damon Albarn e do cartunista Jamie Hewlett.
- O mundo da música pop ganha um dos maiores ícones pop de todos os tempos, Britney Spears.
- 31 de maio a cantora britânica Geri Halliwell anuncia sua saída da banda pop Spice Girls.
- 3 de julho é formado o grupo pop Westlife
- Ano de formação da banda 30 Seconds to Mars.
- Ano de formação da banda The Strokes.
- Ano de formação da banda Maroon 5.
- Ano de formação da girl group estadunidense Dream.

## Prêmios e vendas
- A cantora colombiana Shakira é recebida pelo Papa João Paulo II, pelo trabalho desenvolvido em causas sociais na América Latina, com a Fundação Pies Descalzos, recebe o título de "Embaixatriz da boa vontade".

## Nascimentos
| Data            | Nome              | Profissão                                                   | Nacionalidade   | Observações | Ref |
| --------------- | ----------------- | ----------------------------------------------------------- | --------------- | ----------- | --- |
| 4 de janeiro    | Coco Jones        | Cantora                                                     | Estados Unidos  |             |     |
| 10 de janeiro   | Yasmin Santos     | Cantora                                                     | Brasil          |             |     |
| 22 de janeiro   | Silentó           | Rapper                                                      | Estados Unidos  |             |     |
| 23 de janeiro   | XXXTentacion      | Cantor                                                      | Estados Unidos  | m.2018      |     |
| 23 de janeiro   | Wos               | Rapper                                                      | Argentina       |             |     |
| 27 de janeiro   | Albina Kelmendi   | Cantora                                                     | Albânia         |             |     |
| 9 de fevereiro  | Mariana Nolasco   | Cantora e compositora                                       | Brasil          |             |     |
| 16 de fevereiro | Ana Vilela        | Cantora e compositora                                       | Brasil          |             |     |
| 11 de fevereiro | Khalid            | Cantor e compositor                                         | Estados Unidos  |             |     |
| 19 de fevereiro | Chappell Roan     | Cantora e compositora                                       | Estados Unidos  |             |     |
| 19 de fevereiro | Jungwoo           | Cantor, membro do NCT                                       | Coreia do Sul   |             |     |
| 11 de março     | Salena            | cantora                                                     | Áustria         |             |     |
| 13 de março     | Jack Harlow       | Rapper                                                      | Estados Unidos  |             |     |
| 19 de março     | Sakura Miyawaki   | Cantora e atriz                                             | Japão           |             |     |
| 12 de abril     | Paulo Londra      | Rapper                                                      | Argentina       |             |     |
| 20 de abril     | Capo Plaza        | Rapper                                                      | Itália          |             |     |
| 21 de abril     | Zé Felipe         | Cantor e compositor                                         | Brasil          |             |     |
| 29 de abril     | MC Kevin          | Cantor                                                      | Brasil          | m.2021      |     |
| 4 de maio       | Rex Orange County | Cantor e compositor                                         | Reino Unido     |             |     |
| 16 de maio      | Alves             | Rapper                                                      | Brasil          |             |     |
| 19 de maio      | MC Gui            | Cantor                                                      | Brasil          |             |     |
| 23 de maio      | Steve Lacy        | Cantor, compositor e produtor, membro do The Internet       | Estados Unidos  |             |     |
| 25 de maio      | DomLaike          | Rapper                                                      | Brasil          |             |     |
| 25 de maio      | Andrew Lambrou    | Cantor                                                      | Austrália       |             |     |
| 28 de maio      | Dahyun            | Cantora, compositora e rapper, membro do TWICE              | Coreia do Sul   |             |     |
| 5 de junho      | Dave              | Rapper, cantor, compositor e pianista                       | Reino Unido     |             |     |
| 5 de junho      | MC Rebecca        | Cantora                                                     | Brasil          |             |     |
| 6 de junho      | Bruno Gadiol      | Ator e Cantor                                               | Brasil          |             |     |
| 10 de junho     | MC Mirella        | Cantora                                                     | Brasil          |             |     |
| 19 de junho     | Sidoka            | Rapper                                                      | Brasil          |             |     |
| 1 de julho      | Chloe Bailey      | Cantora e compositora, membro da dupla Chloe x Halle        | Estados Unidos  |             |     |
| 8 de julho      | Jaden Smith       | Cantor, ator e rapper                                       | Estados Unidos  |             |     |
| 18 de julho     | Luísa Sonza       | Cantora e compositora                                       | Brasil          |             |     |
| 26 de julho     | Ivandro           | Cantor e músico                                             | Angola Portugal |             |     |
| 2 de agosto     | Cai Xukun         | Cantor                                                      | China           |             |     |
| 4 de agosto     | Lil Skies         | Rapper                                                      | Estados Unidos  |             |     |
| 8 de agosto     | Shawn Mendes      | Cantor                                                      | Canadá Portugal |             |     |
| 8 de agosto     | Ronan Parke       | Cantor                                                      | Reino Unido     |             |     |
| 11 de agosto    | Nadia Azzi        | Pianista                                                    | Estados Unidos  |             |     |
| 14 de agosto    | Doechii           | rapper, cantora e compositora                               | Estados Unidos  |             |     |
| 18 de agosto    | Nattanzinho       | Cantor e compositor                                         | Brasil          |             |     |
| 18 de agosto    | Clairo            | Cantora e compositora                                       | Estados Unidos  |             |     |
| 25 de agosto    | Abraham Mateo     | Cantor e compositor                                         | Espanha         |             |     |
| 26 de agosto    | Soyeon            | Rapper, Compositora e Produtora Músical, membro do (G)I-DLE | Coreia do Sul   |             |     |
| 27 de agosto    | MC Daniel         | Cantor                                                      | Brasil          |             |     |
| 29 de agosto    | Bizarrap          | DJ e produtor músical                                       | Argentina       |             |     |
| 15 de setembro  | Kevinho           | Cantor e compositor                                         | Brasil          |             |     |
| 25 de setembro  | Mallrat           | Cantora e rapper                                            | Austrália       |             |     |
| 1 de outubro    | MC G15            | Cantor                                                      | Brasil          |             |     |
| 7 de outubro    | MC Dricka         | Cantora                                                     | Brasil          |             |     |
| 15 de outubro   | Gaab              | Cantor e compositor                                         | Brasil          |             |     |
| 22 de outubro   | Roddy Ricch       | rapper                                                      | Estados Unidos  |             |     |
| 24 de outubro   | Daya              | Cantora e compositora                                       | Estados Unidos  |             |     |
| 16 de novembro  | Bárbara Tinoco    | Cantora e compositora                                       | Portugal        |             |     |
| 2 de dezembro   | Juice Wrld        | Rapper                                                      | Estados Unidos  | m.2019      |     |
| 5 de dezembro   | Conan Gray        | cantor e compositor                                         | Estados Unidos  |             |     |
| 15 de dezembro  | Cavetown          | cantor e produtor                                           | Reino Unido     |             |     |
| 19 de dezembro  | King Princess     | cantora, compositora, instrumentista                        | Estados Unidos  |             |     |
| 22 de dezembro  | Latto             | rapper                                                      | Estados Unidos  |             |     |
| 24 de dezembro  | Declan McKenna    | cantor e compositor                                         | Reino Unido     |             |     |

## Mortes
| Data           | Nome                  | Profissão                                      | Nacionalidade  | Observações | Ref |
| -------------- | --------------------- | ---------------------------------------------- | -------------- | ----------- | --- |
| 8 de Janeiro   | Sonny Bono            | cantor e político                              | Estados Unidos | n. 1935     |     |
| 6 de fevereiro | Falco                 | cantor                                         | Áustria        | n. 1957     |     |
| 6 de fevereiro | Carl Wilson           | cantor                                         | Estados Unidos | n. 1946     |     |
| 15 de Março    | Tim Maia              | cantor                                         | Brasil         | n. 1942     |     |
| 6 de Abril     | Wendy O. Williams     | cantora da banda punk The Plasmatics           | Estados Unidos | n. 1949     |     |
| 17 de Abril    | Linda McCartney       | integrante da banda Wings, cantora e fotógrafa | Estados Unidos | n. 1941     |     |
| 18 de Abril    | Nelson Gonçalves      | cantor                                         | Brasil         | n. 1919     |     |
| 2 de Maio      | Hideto Matsumoto      | músico, guitarrista da banda X JAPAN           | Japão          | n. 1964     |     |
| 14 de Maio     | Frank Sinatra         | ator e cantor                                  | Estados Unidos | n. 1915     |     |
| 23 de Junho    | Leandro               | cantor, dupla sertaneja Leandro & Leonardo     | Brasil         | n. 1961     |     |
| 6 de julho     | Roy Rogers            | ator e cantor                                  | Estados Unidos | n. 1911     |     |
| 12 de agosto   | Barrerito             | cantor                                         | Brasil         | n. 1942     |     |
| 2 de Novembro  | Jovelina Pérola Negra | sambista                                       | Brasil         | n. 1944     |     |